# Enghøjskolen
Enghøjskolen ligger i det almennyttige byggeri Avedøre Stationsby i Hvidovre. Beboerne er multikulturelt sammensat, hvilket også satte sit præg på Enghøjskolen.
Enghøjskolen blev bygget sammen med første etape af Avedøre Stationsby i begyndelsen af 1970’erne. Skolen var dengang bygningsmæssigt integreret med bymiljøet ved hjælp af bl.a. en fodgængerbro over Naverporten direkte ind i skolegården.
Bygningerne blev, som så meget andet byggeri fra den tid, angrebet af svamp. Dette var så voldsomt, at hele bygningsmassen blev renoveret i perioden 1995-1998.
Enghøjskolen fremstod dernæst som Hvidovres nyeste skole med moderne undervisningsmidler og gode lyse lokaler; men den blev lukket i juni 2012.
Skolens hjemmeside er nedlagt.